# بعد از آزادی
بعد از آزادی یک مجموعه تلویزیونی ایرانی به کارگردانی محمدعلی باشه آهنگر و تهیه‌کنندگی سعید سعدی و نویسندگی نیلوفر محلوجی است. پخش این مجموعه از ٢٧ آذر ۱۴۰۰ در ۳۴ قسمت از شبکه یک سیما آغاز شد.

## خلاصه داستان
در خلاصه داستان این سریال آمده است: هر روز با عطر گل‌های باغ‌های شهریار از خواب بلند می‌شدم، مادرم خدابیامرز یه باغچه خوشگل داشت که همیشه سرش گرم بود. بنده خدا اکثر مواقع تنها بود. بابام که راننده بیابون بود صبح تا شب پشت نفتکش اش دنده عوض می‌کرد و بنزین جا به جا می کرد. راه نزدیکش چهار پنج ساعت ترافیک انبار ری تا پمپ بنزینای جنوب و مرکز تهران بود.صبح ها زودتر می‌رفت تا بار بهتر بهش بخوره. اگه هوا سرد بود و مشکلی برای مناطق سردسیر پیش نمی‌اومد، بارش و عوض می‌کردن و می‌فرستادنش سمت همدان آذربایجان کردستان چه می‌دونم استان های سردسیر و برف گیر. این آخریا زیاد حالش میزون نبود خودش چیزی نمی‌گفت ولی ماها که می فهمیدیم. توی خونه‌ای که پدر مادر توش نباشه هیچی نمی تونه جاشونو پر کنه…

## بازیگران
- مرتضی اسماعیل کاشی در نقش عارف
- سام کبودوند در نقش سهیل
- اصغر همت در نقش محمود
- رضا داوودنژاد در نقش محسن
- اندیشه فولادوند در نقش سیمین
- المیرا دهقانی در نقش شیدا
- رویا جاویدنیا در نقش فروغ
- حسین باشه آهنگر در نقش حامد
- خسرو شهراز در نقش منوچهر
- قاسم زارع در نقش اسماعیل
- مهری آل آقا
- امید روحانی
- ارشا اقدسی
- آزاده مهدی زاده در نقش منیر
- الناز اسماعیلی  در نقش مریم
- شهریار فرد
- نیوشا علیپور  در نقش نازنین
- محمدموسی اکبری
- عبدالصبور خالقی
- نادیا پروانی
- سبحان حسینی
- کارن جیحانی
- سامین وحید محمدی
- سارا شاهرودیان  در نقش نادیا
- رامین سیاردشتی  در نقش مهران
- آلاله زارع طلب  در نقش مهشید
- لادن قناد در نقش آزاده